# Chancenay
Chancenay és un municipi francès situat al departament de l'Alt Marne i a la regió del Gran Est. L'any 2007 tenia 1.010 habitants.

## Demografia

### Població
El 2007 la població de fet de Chancenay era de 1.010 persones. Hi havia 395 famílies de les quals 78 eren unipersonals (47 homes vivint sols i 31 dones vivint soles), 164 parelles sense fills, 145 parelles amb fills i 8 famílies monoparentals amb fills.
La població ha evolucionat segons el següent gràfic:
Habitants censats

### Habitatges
El 2007 hi havia 419 habitatges, 401 eren l'habitatge principal de la família, 1 era una segona residència i 16 estaven desocupats. 394 eren cases i 23 eren apartaments. Dels 401 habitatges principals, 353 estaven ocupats pels seus propietaris, 42 estaven llogats i ocupats pels llogaters i 6 estaven cedits a títol gratuït; 3 tenien una cambra, 11 en tenien dues, 36 en tenien tres, 99 en tenien quatre i 253 en tenien cinc o més. 332 habitatges disposaven pel capbaix d'una plaça de pàrquing. A 141 habitatges hi havia un automòbil i a 235 n'hi havia dos o més.

### Piràmide de població
La piràmide de població per edats i sexe el 2009 era:
| Homes | Edats   | Dones |
| ----- | ------- | ----- |
| 0     | 95 o +  | 0     |
| 0     | 90 a 94 | 4     |
| 4     | 85 a 89 | 0     |
| 0     | 80 a 84 | 8     |
| 8     | 75 a 79 | 8     |
| 20    | 70 a 74 | 28    |
| 36    | 65 a 69 | 44    |
| 16    | 60 a 64 | 28    |
| 52    | 55 a 59 | 20    |
| 44    | 50 a 54 | 52    |
| 36    | 45 a 49 | 40    |
| 48    | 40 a 44 | 52    |
| 44    | 35 a 39 | 36    |
| 36    | 30 a 34 | 40    |
| 32    | 25 a 29 | 28    |
| 24    | 20 a 24 | 28    |
| 44    | 15 a 19 | 64    |
| 64    | 10 a 14 | 28    |
| 32    | 5 a 9   | 44    |
| 36    | 0 a 4   | 20    |

## Economia
El 2007 la població en edat de treballar era de 692 persones, 486 eren actives i 206 eren inactives. De les 486 persones actives 452 estaven ocupades (246 homes i 206 dones) i 36 estaven aturades (14 homes i 22 dones). De les 206 persones inactives 80 estaven jubilades, 73 estaven estudiant i 53 estaven classificades com a «altres inactius».

### Ingressos
El 2009 a Chancenay hi havia 448 unitats fiscals que integraven 1.095,5 persones, la mediana anual d'ingressos fiscals per persona era de 19.897 €.

### Activitats econòmiques
Dels 15 establiments que hi havia el 2007, 1 era d'una empresa alimentària, 6 d'empreses de construcció, 3 d'empreses de comerç i reparació d'automòbils, 1 d'una empresa de transport, 1 d'una empresa d'informació i comunicació, 2 d'entitats de l'administració pública i 1 d'una empresa classificada com a «altres activitats de serveis».
Dels 6 establiments de servei als particulars que hi havia el 2009, 1 era un paleta, 2 guixaires pintors, 1 fusteria, 1 lampisteria i 1 perruqueria.
Dels 2 establiments comercials que hi havia el 2009, 1 era una botiga de més de 120 m² i 1 una botiga de menys de 120 m².
L'any 2000 a Chancenay hi havia 7 explotacions agrícoles que ocupaven un total de 351 hectàrees.

## Equipaments sanitaris i escolars
El 2009 hi havia una escola elemental.

## Poblacions més properes
El següent diagrama mostra les poblacions més properes.